# Trichomycterus maracaiboensis
Trichomycterus maracaiboensis е вид лъчеперка от семейство Trichomycteridae.

## Разпространение
Видът е разпространен във Венецуела.